# Montureux-et-Prantigny
Montureux-et-Prantigny é uma comuna francesa na região administrativa de Borgonha-Franco-Condado, no departamento de Alto Sona. Estende-se por uma área de 12,18 km². Em 2010 a comuna tinha 206 habitantes (densidade: 16,9 hab./km²).